# 少年班 (教育模式)
少年班是针对早慧少年的一种特殊教育模式，随着时代发展，少年班已经转而泛指有组织招收非应届低龄考生的高校自主招生制度。
中国大陆的少年班始于1978年，在诺贝尔奖获得者李政道的建议下，中国科学技术大学创建了少年班。
1985年1月26日，在邓小平的支持下，教育部决定，在中国科大的经验上，批准北京大学、清华大学、南京大学、武汉大学、华中工学院、南京工学院、西安交通大学、上海交通大学、北京师范大学、复旦大学、吉林大学、浙江大学等12所重点高等院校开办少年班， 扩大少年班的试点。
这13所高校中的10所由于种种原因相继停办少年班，目前仅中国科学技术大学、西安交通大学和东南大学仍在招生。
2017年开始，北京大学与清华大学也开始筹备以“英才班”的形式，面向数学和物理学科，重新开始招收少年班。
2018年，根据中网办发文[2016]4号《关于加强网络安全学科建设和人才培养的意见》，东南大学、四川大学、北京航空航天大学开始筹备招收网络空间安全少年生。
2022年，西湖大学以民办高校的身份以“创新班”的形式招收少年生。
虽然1985年批准的少年班大多已经停办，但13所高校中的许多吸取了教训与经验，在少年班的基础上陆续进行改革试点，这些少年班或少年班同期的探索产物，大多演变成为了至今仍闻名遐迩的本科生荣誉学院。

## 仍在招生

### （1978 —— 至今）中国科学技术大学
1975年8月15日，中国科学院核心小组副组长李昌在中国科学技术大学向中国科学院现状汇报上第一次提出试办“理科中学”的想法并于10月23日以中科院的名义在向国务院提出了办好中国科大的七点请示中正式提出，然而因为“文化大革命”的影响，该提案仅一个月便无疾而终。
1977年10月20日，江西冶金学院（今江西理工大学）教师倪霖致信时任国家科委主任方毅，向他推荐13岁的高二学生宁铂，同时期还有上海市的沈宇和辽宁沈阳的牧青被推荐，11月3日，方毅批示中国科学技术大学对宁铂进行考察。 
1977年11月19日，中国科学技术大学派出学识丰富的教师去有关省、市，对被推荐的智力超常少年进行调查和考核。
1977年12月22日，中国科大时任党委书记武汝扬任组长的中国科大招生领导小组召开工作会议，讨论对这三位少年的安排方案，其中第一次提出了试办预科班的想法。
1977年12月30日，中国科学院副院长李昌同意了筹办预科班的想法
1978年1月16日，中国科学技术大学正式向中国科学院呈交《关于试办预科班的报告》，1月27日，中科院发科发人字0117号文《同意你校试办预科班》，批准该报告。
1978年2月2日，中国科大向教育部呈交《关于追加一九七七届新生招生名额的请示报告》并获批准，3月6日，中国科大将预科班正式更名为少年班。
1978年3月8日，中国科学技术大学招收首届21名少年班学生，该届（78-3）少年班为预科性质。
1978年7月11日，中华人民共和国教育部向各省、市、自治区高等学校招生委员会下发《关于中国科技大学少年班招生的通知》，同意少年班继续招生，同时明确“少年班招生的考试（包括笔试、口试）、评卷以及录取工作，都由中国科技大学办理”。
1978年7月15日，第一期少年班预科结业，7月31日，中国科大专门向中科院、教育部呈交《关于少年班学生待遇问题的请示报告》，在此之后第一期少年班学生才成为真正意义上的大学生。
1978年10月9日，中国科学技术大学正式招收67名本科性质少年生（78-10），此后未间断招生。
1979年，招生方法改革为学生参加当地的全国统一理科高考，优等者作为初选对象，然后再派老师赴各地进行复试，根据德、智、体全面考核的原则，择优录取。
1984年4月，成立少年班管理委员会。
1985年9月，中国科学技术大学针对成绩优异的应届高考考生，仿照少年班模式开办了“教学改革试点班”（又称零零班）。
1986年，首次将初选考生集中在学校进行复试，并增添了心理测试，复试由老师讲授新的大学课程并当场进行测验，该选拔方法一直沿用至今（包括“创新试点班”）。
2008年，原少年班管委会（系级建制）升格为少年班学院，至今仍是中国科学技术大学本科生最高荣誉学院。
2010年，开办“创新试点班”，开始招收高二学生。
2022年，“教学改革试点班”的招生模式由依照高考分数录取更改为对全校本科生入学后进行二次选拔。

### （1985 —— 至今）西安交通大学
1985年，西安交通大学招收首届30名少年班学生，归属拔尖人才培养办公室。招收初中学生，采用预科+本+硕培养形式，以西安交通大学附属中学、江苏省苏州中学、天津市南开中学、杭州市高级中学作为预科培养基地，此后未间断招生。
2016年，西安交通大学合并少年班、钱学森工科试验班、侯宗濂医学试验班、数学试验班、物理试验班、化学生物试验班和计算机试验班，组建钱学森学院，至今仍是西安交通大学本科生最高荣誉学院。

### （1985 —— 至今）南京工学院（1988年更名为东南大学）
1985年，南京工学院招收首届32名少年班学生，归属基础学科部管理，此后未间断招生。
1987年，少年班改由无线电系管理。
1995年，东南大学成立强化班，将少年班学生并入，与应届优秀新生统一管理。
1996年，强化班升格为系级单位。
2004年2月，东南大学成立吴健雄学院，原强化班更名为电类强化班，后成立机械动力强化班、高等理工实验班、吴健雄工科试验班，至今仍是东南大学本科生最高荣誉学院。
2019年，根据中网办发文[2016]4号《关于加强网络安全学科建设和人才培养的意见》，东南大学开始招收网络空间安全少年生，2023年开始停止招生。

### （2019 —— 至今）四川大学
2019年，根据中网办发文[2016]4号《关于加强网络安全学科建设和人才培养的意见》，四川大学开始招收网络空间安全少年生，首届招收3名少年班学生。

### （2022 —— 至今）西湖大学
2022年，西湖大学招收首届本科生，首届仅招收面向高二与应届考生的“创新班”，首届招收60名学生（少年生人数暂缺）。

## 重新启动

### （1985 —— 2004？，2018年重启）北京大学
1985年，北京大学招收首届少年班学生，后停止招生。
2018年，北京大学开办数学英才班，招收高二年级考生（2022年起亦招收应届考生），首届招收20名少年生。
2022年，北京大学开办物理学科卓越人才培养计划，招收初三至应届考生，首届招收61名学生（少年生人数暂缺）。

### （1985 —— ？，2018年重启）清华大学
1985年，清华大学招收首届少年班学生，后停止招生。
2018年，清华大学开办丘成桐数学英才班，招收高二与应届考生，首届招收9名少年生。
2021年，清华大学开办丘成桐数学科学领军人才培养计划，招收初三至应届考生，实行本硕博连读培养，首届招收69名学生（少年生人数暂缺）。
2021年4月20日，清华大学成立求真书院，将丘成桐数学英才班和数学科学领军人才培养计划统一管理。

## 已经停办

### （1985 —— 2000）上海交通大学
1985年，上海交通大学招收首届26名少年班学生，同年亦免高考招收150名应届直升试点班学生。
2001年8月13日，上海交通大学宣布自本年起，停止招收少年班学生。
试点班后几经演变，于2010年成立上海交通大学致远学院，至今仍是上海交通大学本科生最高荣誉学院。

### （1985 —— 1996）华中工学院（1988年更名为华中理工大学，2000年更名为华中科技大学）
1985年，华中工学院招收首届23名少年班学生。
1995年，华中理工大学成立数理提高班，将少年班学生并入，由电子与信息工程系统一管理。
1996年，华中理工大学在多地考察研究后，决定停办少年班，1996届为最后一届招收的少年生。
2008年9月6日，华中科技大学成立启明学院，合并包括数理提高班在内的校级创新实验班，后增设卓越工程师教育培养计划实验班，强基计划实验班，本硕博实验班，至今仍是华中科技大学本科生最高荣誉学院。

### （1985 —— 1996？）吉林大学
1985年，吉林大学招收首届20名少年班学生，后停止招生。

### （1985 —— 1992）武汉大学
1985年，武汉大学招收首届30名少年班学生。
1992年，武汉大学少年班停办，1992届为最后一届招收少年生。

### （1985 —— 1990）南京大学
1985年，南京大学成立少年部，招收首届58名少年班学生。少年生在少年部学习2年，不分文理和专业，三年级开始确定专业，分流到全校各院系学习。
1989年，南京大学基于少年部成立基础学科教学强化部，分为理科强化班与文科强化班（1989/1995—2012届招生，此后停办），1990年南京大学少年部招收最后一届少年生。
1998年更名为基础学科教育学院，2006年更名为匡亚明学院并一直招生至今，至今仍是南京大学本科生最高荣誉学院。

### （1985 —— 1986）北京师范大学
1985年，北京师范大学招收首届少年班学生，在1986年招收第二届后停止招生。

### （1985 —— 1985）复旦大学
1985年，复旦大学招收首届115名少年班学生，第二年即将学生分流，不再保留少年班，同时少年班停止招生。

### （1985 —— ？）浙江大学
1985年，浙江大学招收首届少年班学生，后停止招生。
1984年，浙江大学亦免高考招收32名应届混合班学生。
混合班后几经演变，于2000年成立浙江大学竺可桢学院，至今仍是浙江大学本科生最高荣誉学院。